# Jan Siestrzyński
Jan Siestrzyński (ur. 24 czerwca 1788 w Szczebrzeszynie, zm. 4 maja 1824 w Końskich) – polski lekarz, fizjolog mowy ludzkiej, litograf i pedagog.

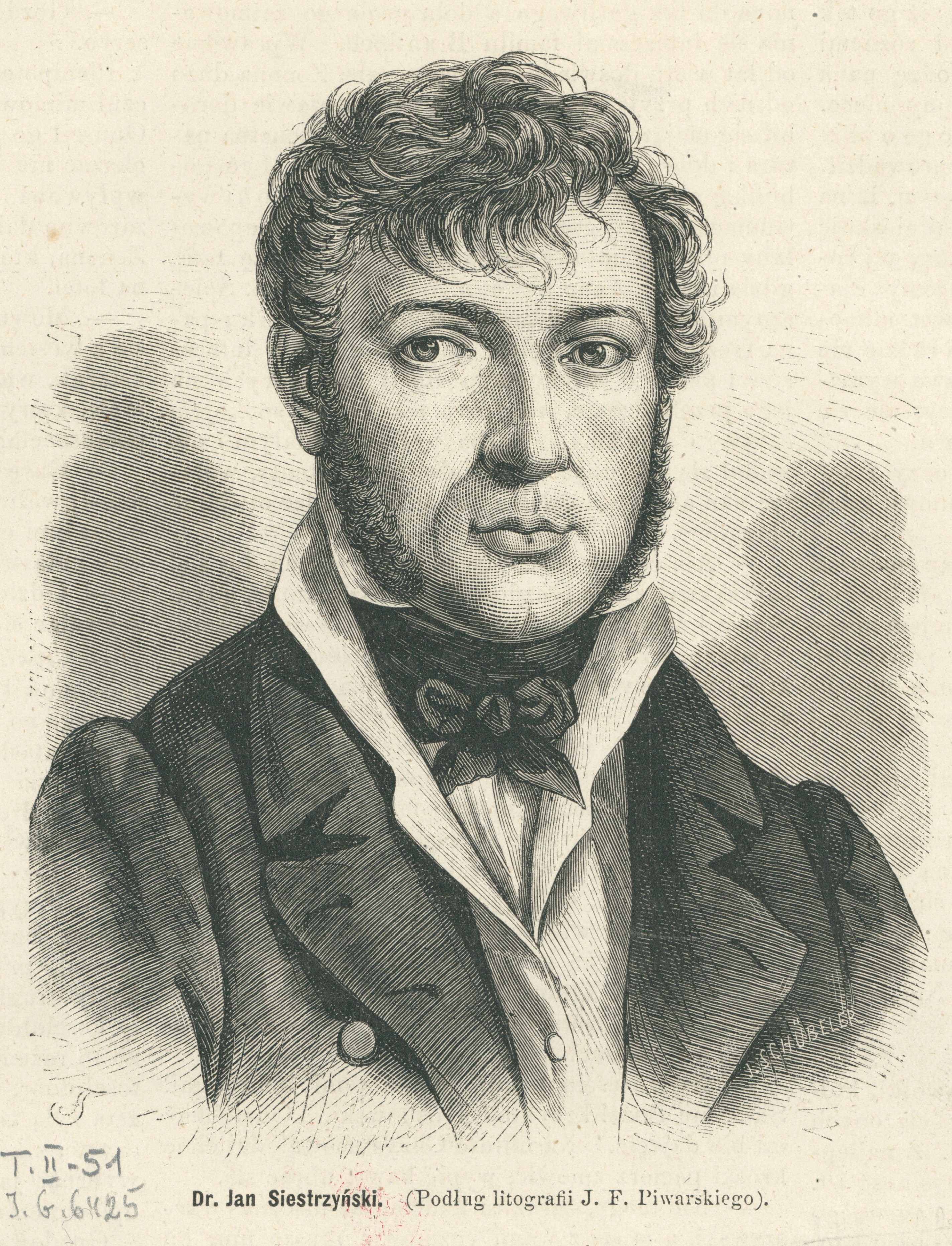
Jan Siestrzyński

## Życiorys

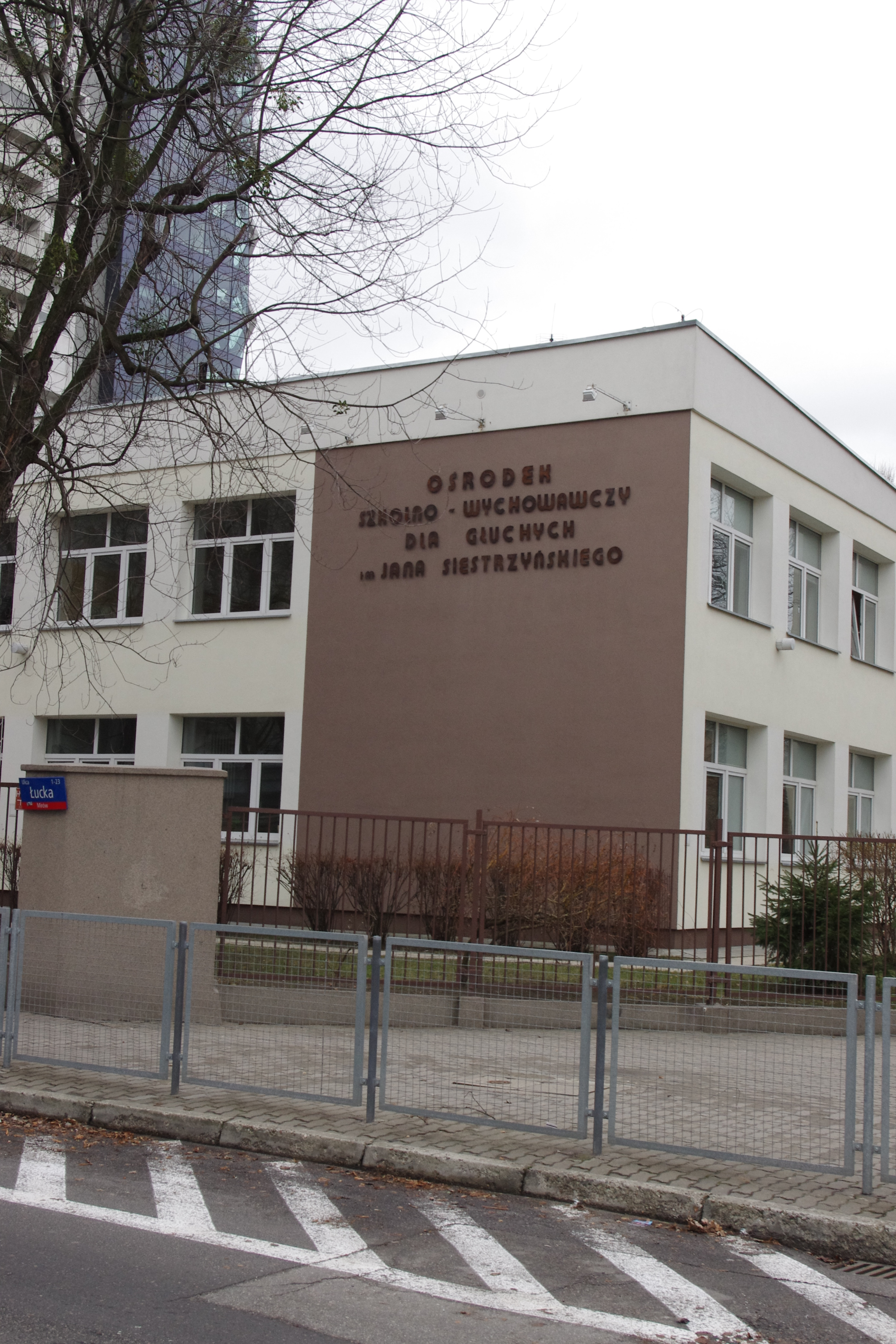
Ośrodek Szkolno-Wychowawczy dla Głuchych im. Jana Siestrzyńskiego na ul. Łuckiej 17/23 w Warszawie

Urodził się jako syn Kazimierza, pisarza propinacyjnego w dobrach ordynacji Zamoyskich (następnie dzierżawcy), i Konstancji z Zawadzkich. Po ukończeniu liceum w Zamościu podjął naukę w Instytucie Ekonomicznym Galicyjskim (wydalony zeń jako "obcokrajowiec" po wcieleniu obwodu zamojskiego do Księstwa Warszawskiego w roku 1809). Studia medyczne ukończył w 1813 w Wiedniu (dyplom magistra chirurgii i akuszera), gdzie następnie pracował jako asystent w jednym ze szpitali (Powszechny Szpital Wiedeński). Tam też w roku 1815 zetknął się z ks. Jakubem Falkowskim. Za jego namową i dzięki poparciu E. Lubomirskiego podjął przygotowania do zawodu nauczyciela w organizowanym przez Falkowskiego instytucie głuchoniemych. W tym okresie zwiedzał zakłady głuchoniemych w Niemczech i Czechach, a jednocześnie zgłębiał tajniki litografii u F. Weishaupta (Monachium). Do Warszawy powrócił w 1817. 22 kwietnia 1818 poślubił Antoninę Jarocką. Był nauczycielem w  Instytucie Głuchoniemych do 1821, zajmując się organizacją zakładu litografii dla Instytutu. W marcu 1821 odszedł z Instytutu z powodu narastającego sporu z jego dyrektorem, ks. Falkowskim, co do metody nauczania głuchoniemych. Zdał egzamin państwowy na stopień licencjata medycyny i chirurgii, który uprawniał go do podjęcia praktyki lekarskiej. Od maja 1822 pracował jako lekarz batalionowy w 7. pułku piechoty liniowej (w stopniu kapitana). Zorganizował tam szkołę wzajemnego nauczania według metody J. Lancastera. Zmarł w wieku 36 lat w czasie epidemii tyfusu (24 maja 1824 w Końskich).

## Twórczość
Siestrzyński uczył się litografii w Monachium; w roku 1818, wraz z Aleksandrem Chodkiewiczem, po raz pierwszy w kraju zastosował tę technikę druku. Utworzył w Warszawie pierwszy w Polsce warsztat litograficzny. Opublikował pracę pt. O litografii (wyd. J. Muszkowski, 1928), pozostawił w rękopisie (z roku 1820) Teorja i mechanizm mowy....

### Ważniejsze dzieła
1. Teoria i mechanizm mowy z zastosowaniem do nauki czytania dla wszystkich, a do nauki wymawiania dla głuchoniemych dzieci, z dodanymi oraz uwagami nad sposobem uczenia tychże, powst. 1820; niewydane fragm. z rękopisu będącego w posiadaniu J. Szczygielskiego, rektora Instytutu Głuchoniemych, ogł. L. Jenike, "Biblioteka Warszawska" 1856, t. 3
2. O litografii, z rękopisu Biblioteki Krasińskich, wyd. J. Muszkowski, Warszawa 1928.

### Listy
1. Korespondencja z Komisją Rządową Wyznań Religijnych i Oświecenia Publicznego z lat 1817-1821, m.in. podanie o dymisję z 3 kwietnia 1820; znajdowała się w Archiwum Oświecenia Publicznego w Warszawie, zniszczona w roku 1944.